# Bohdalice-Pavlovice
Bohdalice-Pavlovice é uma comuna checa localizada na região de Morávia do Sul, distrito de Vyškov.